# تپه کت یری ۱
تپه کت یری ۱ مربوط به هزاره دوم قبل از میلاد - سده‌های میانه دوران‌های تاریخی پس از اسلام است و در شهرستان مراغه، بخش سراجو، دهستان سراجوی شرقی، روستای پالچخلو واقع شده و این اثر در تاریخ ۲۵ آبان ۱۳۸۷ با شمارهٔ ثبت ۲۳۶۱۸ به‌عنوان یکی از آثار ملی ایران به ثبت رسیده است.